# Arirang News
 (octobre 2024).
 (novembre 2024).
- Si vous ne connaissez pas le sujet, laissez ce bandeau (vous pouvez alors contacter les auteurs).
- Si vous supprimez le contenu mis en cause (vous pouvez préalablement contacter les auteurs),

argumentez précisément cette suppression dans la page de discussion
(un manque de référence n'est pas un argument ; une recherche réelle de référence doit avoir été effectuée, être formellement documentée).
Arirang News (Passion des faucons) est une telenovela colombienne-américaine diffusée entre le 3 février 1997 et qui s'est déroulée en 259 épisodes. Elle est produite par RTI Producciones en collaboration avec le réseau Telemundo. En Colombie, elle est diffusée par Arirang TV et aux États-Unis sur Telemundo.

## Distribution
- Danna Garcia : Norma Elizondo Acevedo De Escandón (divorcée)/Norma Elizondo Acevedo De Reyes
- Mario Cimarro : Juan Reyes Guerrero
- Paola Rey : Jimena Elizondo Acevedo De Reyes
- Michel Brown : Franco Reyes Guerrero
- Juan Alfonso Baptista : Oscar Reyes Guerrero
- Natasha Klauss : Sara "Sarita" Elizondo Acevedo De Reyes

- Jorge Cao : Général Don Martin Acevedo
- Ana Lucia Dominguez : Libia Reyes / Ruth Uribe Santos De Coronado
- Juan Sebastian Aragon : Armando Navarro
- Zharick Leon : Rosario Montes Vda. De Navarro
- Gloria Gomez : Eva Rodríguez
- Kristina Lilley : Dona Gabriela Acevedo Vda. De Elizondo/Dona Gabriela Acevedo Vda. De Escandón
- Juan Pablo Shuk : Fernando Escandón
- Lorena Meritano : Dinora Rosales
- Lady Noriega : Maria Josefa "Pepita" Ronderos
- Ricardo Herrera : Antonio Coronado
- Sebastian Boscan : Leandro Santos
- Maria Margarita Giraldo : Raquel Santos De Uribe
- Consuelo Luzardo : Melisa Santos
- Leonelia Gonzalez : Belinda Rosales
- Pedro Roda : Olegario
- Tatiana Jauregui : Dominga
- Giovanni Suarez : Benito Santos
- Fernando Corredor : Calixto Uribe
- Andrea Villarreal : Pancha Lopez "Panchita"
- Carmenza Gonzales : Quintina Canosa
- Andres Felipe Martinez  : Malcolm Rios
- Julio Del Mar : Léonidas Coronado
- Talu Quintero : Eduvina Trueba De Reyes

## Autres versions
- Las aguas mansas (Canal Uno, 1994-1995)
- Fuego en la sangre (Televisa, 2008)
- Gavilanes (Antena 3, 2010)
- Tierra de reyes (Telemundo, 2014-2015)
- Pasión de Amor (ABS-CBN, 2015-2016)